# Việt Nam (phim)
Việt Nam (tiếng Nga: Вьетнам) hay Việt Nam trên đường thắng lợi là một bộ phim tài liệu khai thác đề tài cuộc kháng chiến chống thực dân Pháp của nhân dân Việt Nam. Phim do đạo diễn Roman Karmen thực hiện năm 1954 và phát hành năm 1955.
Ở Việt Nam Dân chủ Cộng hoà và sau này là Cộng hòa Xã hội Chủ nghĩa Việt Nam, cho đến năm 2004, chỉ có một bản sao đen trắng của bộ phim này được chiếu với tựa đề "Việt Nam trên đường thắng lợi".
Phim được quay tại Hà Nội bắt đầu từ cuộc duyệt binh mừng chiến thắng vào ngày 1 tháng 1 năm 1955, ngoài ra cũng có một bộ phim tài liệu riêng được biên tập lại từ những thước phim quay tại Hà Nội trong cuộc duyệt binh mừng Chiến thắng ngày 1 tháng 1 năm 1955 mang tên "Ngày lịch sử".
Phiên bản màu của "Việt Nam" lần đầu tiên được trình chiếu trên sóng trên Đài truyền hình Việt Nam vào năm 2004 để kỷ niệm 50 năm chiến thắng Điện Biên Phủ.

## Quá trình quay phim
Vào tháng 5 năm 1954, một nhóm các nhà quay phim của Liên Xô gồm Vladimir Yeshurin, Yevgeny Mukhin và Roman Karmen dẫn đầu lần đầu tiên đến căn cứ của Trung ương Đảng Lao động Việt Nam và các cơ quan lãnh đạo của VNDCCH hoạt động trong rừng rậm ở chiến khu Việt Bắc. Đoàn làm phim đã gặp Chủ tịch Hồ Chí Minh và cùng với các nhà làm phim VNDCCH (Phạm Văn Khoa, Mai Lộc, Nguyễn Tiến Lợi, Quang Huy, Hồng Nghi và nhà văn Nguyễn Đình Thi) tiến hành quay bộ phim tài liệu này trong tám tháng. Tổng cộng, khoảng bốn mươi nghìn mét phim màu đã được quay.
Do chính quyền Việt Nam Dân chủ Cộng hòa lo lắng cho sự an toàn của các nhà quay phim Liên Xô nên nhiều cảnh chiến đấu trong phim "Việt Nam" đã được lấy lại từ những cảnh quay của các nhà quay phim Việt Nam trước đó, và nhiều cảnh chiến đấu đã được dàn dựng dưới dạng tái hiện lại các sự kiện có thật. Chính vì lý do này mà phần tựa đề của bộ phim chỉ ra rằng nó là một bộ phim tài liệu mang tính hư cấu.
Khi gặp gỡ những người Pháp bị giam giữ, Roman Carmen đã nói chuyện nhiều lần với nhà quay phim tài liệu chiến tranh người Pháp Pierre Schönderffer đang bị VNDCCH giam giữ và Karmen cũng xem qua những thước phim tư liệu về các trận chiến mà Schönderffer quay được và bị phía Việt Minh tịch thu. Số phận về sau của những bộ phim này vẫn chưa được công chúng biết đến. Pierre Schönderffer được thả sau một thời gian và trở về Pháp, điều này phần lớn đến từ cộng tác với Roman Carmen. Sau này, khi đã trở thành một đạo diễn phim nổi tiếng, Pierre Schönderffer trong các cuộc phỏng vấn của mình đã nhớ lại những cuộc gặp gỡ của mình khi bị giam cầm với Roman Carmen và trong đó ông chỉ ra rằng nhiều cảnh chiến đấu được dàn dựng do Roman Carmen thực hiện dựa trên các khung hình của các phim tài liệu của Pierre Schönderffer.

## Nội dung
Bộ phim bắt đầu bằng cảnh quay Lễ duyệt binh Chiến thắng tại Hà Nội ngày 1 tháng 1 năm 1955. Sau đó, bộ phim kể về quá trình nhân dân Việt Nam tiến hành cuộc Kháng chiến chống Pháp dưới sự lãnh đạo của Chủ tịch Hồ Chí Minh, cũng như những hình ảnh về lịch sử và truyền thống của dân tộc Việt Nam, bên cạnh đó là những yếu tố về địa lý, văn hóa, xã hội của đất nước Việt Nam. Trong bộ phim có nhiều đoạn phim được lấy từ phim tư liệu của Việt Nam và dựng lại  về các sự kiện khác nhau của Chiến tranh Đông Dương, bao gồm: Quá trình diễn ra chiến dịch Điện Biên Phủ, tướng de Castries bị bắt, cuộc gặp với cựu chỉ huy tập đoàn cứ điểm Điện Biên Phủ, các trận đánh giải phóng các địa phương của Việt Minh, Việt Minh tiến vào giải phóng thủ đô Hà Nội và cuộc sống ở thủ đô sau ngày tiếp quản. Ngoài ra còn có các cảnh quay việc tưởng nhớ các anh hùng liệt sĩ đã hy sinh, khôi phục các hoạt động kinh tế-xã hội tại miền Bắc Việt Nam. Cuối phim là hình ảnh đoàn tàu đang di chuyển trên đường ray với lời chúc cách mạng Việt Nam đạt nhiều thắng lợi.

## Ê-kíp
- Roman Karmen - Đạo diễn, quay phim
- Phạm Văn Khoa - Chuyên gia tư vấn, Trợ lý đạo diễn
- Vladimir Yeshurin - Quay phim
- Evgeny Mukhin - Quay phim
- Hồng Nghi - Quay phim
- Mai Lộc - Quay phim
- Nguyễn Tiến Lợi - Quay phim
- Quang Huy - Quay phim
- Nguyễn Đình Thi  - Trợ lý văn học, chuyên gia tư vấn văn học
- Pierre Schonderffer - Nhà quay phim (không được công nhận)

## Giải thưởng
Năm 1955, Roman Karmen, Vladimir Yeshurin và Evgeny Mukhin được Chính phủ Việt Nam Dân chủ Cộng hòa trao tặng Huân chương Lao động.